# Marjaliza
Marjaliza es un municipio y localidad española de la provincia de Toledo, en la comunidad autónoma de Castilla-La Mancha. El término municipal tiene una población de 264 habitantes (INE 2024).

## Toponimia
El topónimo Marjaliza podría derivarse del árabe hispánico marŷo más el sufijo -al, viniendo a significar 'terreno pantanoso'. Según Jiménez de Gregorio, este topónimo estaría relacionado con la voz marjal que es una medida agraria equivalente a 5,25 áreas. La terminación "-iza" es un diminutivo despectivo. De acuerdo con ello, es probable que a los antiguos repobladores se les diera varias "marjales" o "almarjales" para su cultivo, tomándose de este hecho el nombre de la población. En el Censo de la Corona de Castilla de 1591 aparece como Marxaliça.

## Geografía
El municipio se encuentra situado «á la falda S. del cerro de San Cristóbal». Pertenece a la comarca de los Montes de Toledo y linda con los términos municipales de Retuerta del Bullaque al sur y oeste en la provincia de Ciudad Real y Mazarambroz y Orgaz al norte y Los Yébenes al este en la de Toledo. Al sur del término municipal se encuentra la dehesa Puerto Albarda bañada por el río Algodor al que desembocan los arroyos de Labor de Largo, Patillas, de Silos y de Orgaz.
Se accede por carretera desde El Molinillo y Los Yébenes, circulando por la CM-4017. También se puede llegar desde Arisgotas, circulando por la TO-7001-V.

## Historia
Estuvo habitado ya desde la época romana y durante dominación visigoda. Tito Livio supone aquí ubicada una población llamada "Marcolica". La tradición cuenta que Santa Quiteria sufrió aquí martirio a principios de siglo II, siendo enterrada a las afueras de la población donde en la actualidad existe una ermita que lleva su nombre. Su toponimia hace pensar que también estuvo habitada durante la dominación musulmana.
En 1246, cuando Fernando III de Castilla vende Los Montes a la ciudad de Toledo, Marjaliza era una alquería. A lo largo de la historia mantuvo numerosos pleitos con la capital con motivo de la explotación de los montes. En 1644 se autorizó a los vecinos del municipio la ampliación de tierras de cultivo y para cortar madera de los montes.
La casa consistorial y la iglesia parroquial fueron incendiados por los carlistas durante la primera guerra carlista. Hacia mediados del siglo XIX, el lugar tenía contabilizada una población de 303 habitantes. La localidad aparece descrita en el decimoprimer volumen del Diccionario geográfico-estadístico-histórico de España y sus posesiones de Ultramar de Pascual Madoz de la siguiente manera:

MARJALIZA: l. con ayunt. en la prov. y dióc de Toledo (6 leg.), part. jud. de Orgáz (1) aud. terr. de Madrid (18), c. g. de Castilla la Nueva: sit. á la falda S. del cerro de San Cristóbal, es de clima templado, reinan los vientos N. y S. y se padecen tercianas: tiene 73 casas poco cómodas, en 7 calles anchas, parte empedradas y 1 plaza con casa de ayunt. incendiada por los carlistas, por cuya razon sirve para este efecto el edificio del pósito: la misma suerte sufrió la igl. parr. (San Juan Bautista), y se ha destinado para suplirla la ermita de Sta. Quiteria, en los afueras, á cuya inmediacion está el cementerio: el curato es de entrada y provision ordinaria. Se surte de aguas potables, en una fuente dentro del l. y otra á la entrada del camino de Yébenes, bastante cenagosas. Confina el térm. por N. con los de Arisgotas y Orgáz; E. y S. Yébenes; O. Montes de Toledo, á dist. de 1/4 á 1 leg., y comprende la deh. de Puerto Albarda, de pasto, con 3,500 fan. de cabida y tierras de labor: le baña el riach. Algodor, y el arroyo Orgáz; el terr. es de secano, casi todo cubierto de romeros, parras, coscoja, enebro y chaparro; los caminos vecinales; el correo se recibe en Orgáz por balijero 3 veces á la semana. prod. trigo, cebada y alguna fruta; se mantiene ganado vacuno, lanar y cabrío, y se cria poca caza menuda. pobl.: 86 vec., 303 alm. cap. prod.: 365,166 rs., imp.: 8,449. contr.: 74'48 por 100. presupuesto municipal: 6,065, y se cubre con 6,200 de ingresos de propios, quedando el sobrante de 135 rs.
(Madoz, 1848, pp. 238-239)

## Demografía
Cuenta con una población de 264 habitantes (INE 2024).
| Gráfica de evolución demográfica de Marjaliza entre 1842 y 2021                                                       |
| |
| Población de derecho según los censos de población del INE. Población de hecho según los censos de población del INE. |

| 326           | 328 | 323 | 325 | 305 | 309 | 305 | 302 | 308 | 302 |
| (Fuente: INE) |     |     |     |     |     |     |     |     |     |

NOTA: La cifra de 1996 está referida a 1 de mayo y el resto a 1 de enero.

## Administración
| Periodo   | Nombre                          | Partido       |
| --------- | ------------------------------- | ------------- |

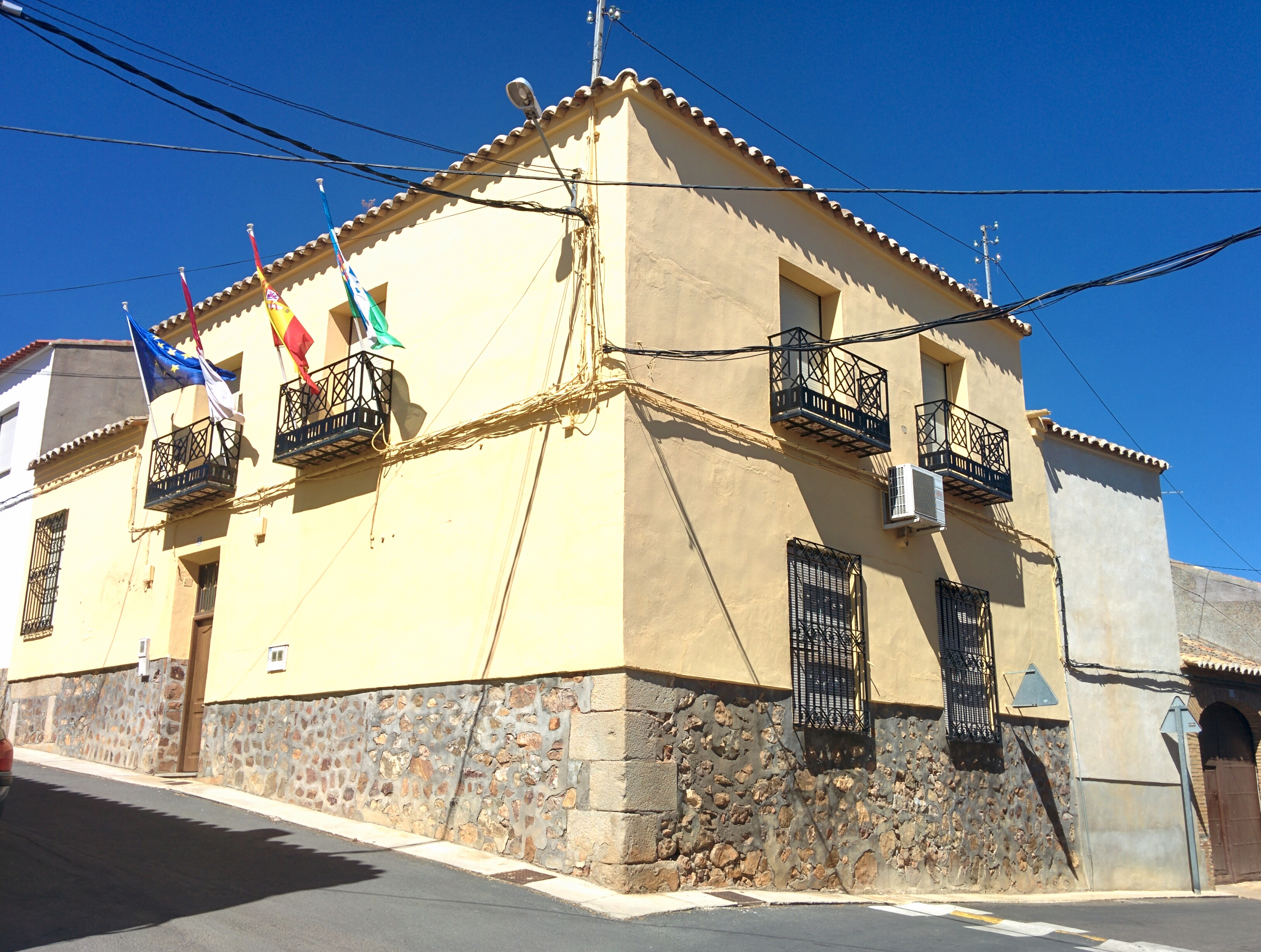
Casa consistorial

| 1979-1983 | Francisco Jesús Gamarra Pedraza | Independiente |
| 1983-1987 | Francisco Jesús Gamarra Pedraza | AP/PDP/UL     |
| 1987-1991 | Luis Montero Gamarra            | PP            |
| 1991-1995 | Luis Montero Gamarra            | PP            |
| 1995-1999 | Luis Montero Gamarra            | PP            |
| 1999-2003 | Luis Montero Gamarra            | PP            |
| 2003-2007 | Ángel Gamarra Gamarra           | PP            |
| 2007-2011 | Ángel Gamarra Gamarra           | PP            |
| 2011-2015 | Angel Gamarra Gamarra           | PP            |
| 2015-2019 | Román Jesús Jiménez Romeral     | PP            |
| 2019-2023 | Román Jesús Jiménez Romeral     | PP            |
| 2023-act. | Pilar Aragonés                  | PP            |

## Patrimonio

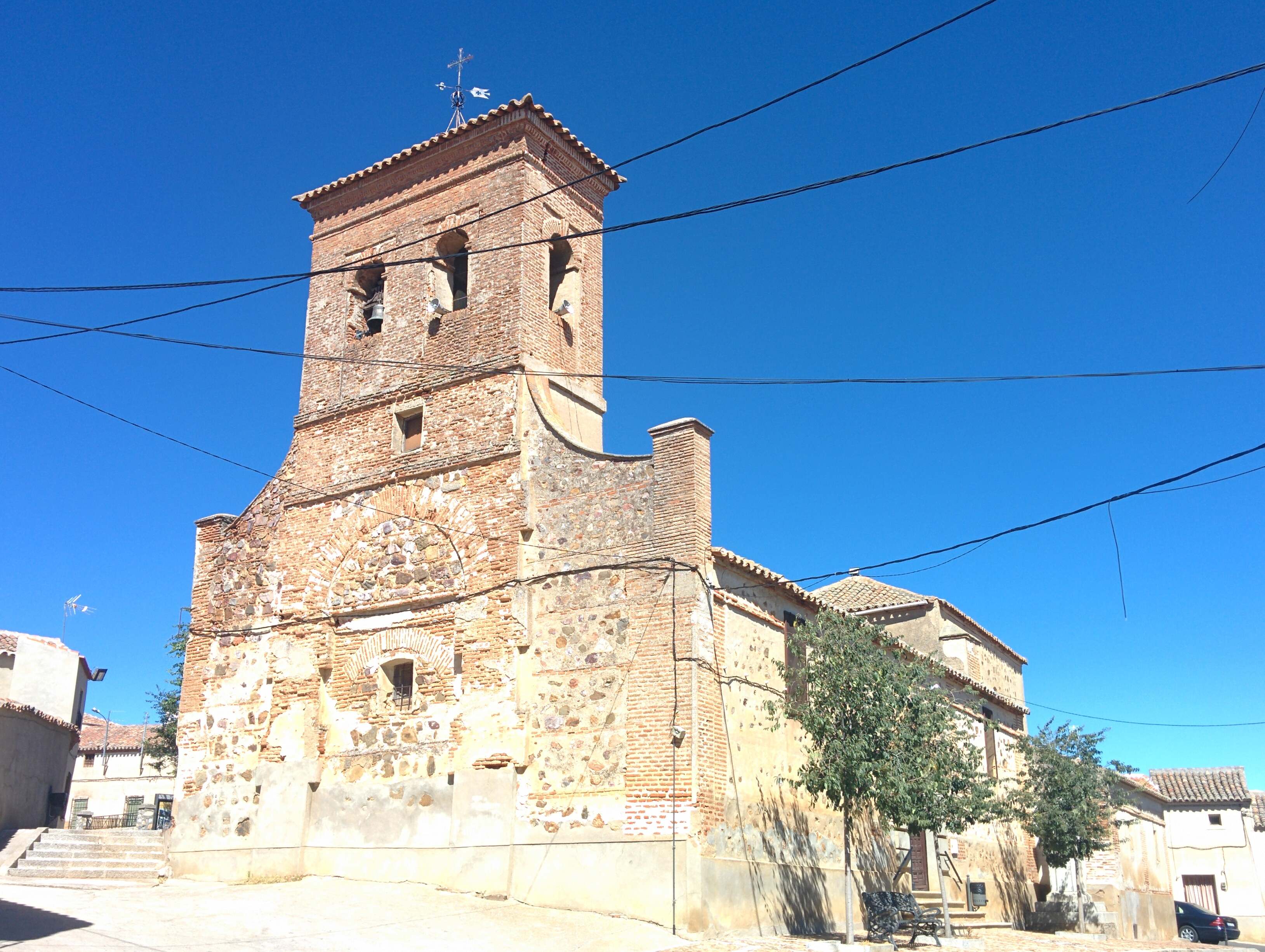
Iglesia de San Juan Bautista

- Iglesia parroquial de San Juan Bautista.[4]
- Ermita de Santa Quiteria.[4]

## Fiestas
- Del 21 al 23 de mayo: Santa Quiteria.
- 24 de junio: San Juan Bautista.
- Su Auto de Navidad, con su tradicionales danzas como la del cordón, ya no se realiza en la actualidad.